# Joseph Kervyn de Lettenhove
Le baron Joseph Kervyn de Lettenhove, né à Saint-Michel (Bruges) le 17 août 1817 et mort le 2 avril 1891, est un historien et un homme politique belge appartenant au Parti catholique.

## Biographie
Le baron (4 mars 1861) Joseph Bruno Constantin Marie Kervyn de Lettenhove était le fils de Joseph Guillaume Kervyn (nl) (Gand 1767 - Bruges 1837) et d'Eugénie de Heere de Beauvoorde (1784-1873), fille du dernier écoutète de Bruges, Bruno-Désiré de Heere (nl). Il épousa Eugénie de Laage de Bellefaye (1820-1880) dont il eut dix enfants. Sa descendance subsiste jusqu'à nos jours.
Il alla étudier à Paris en 1832 et passa le « baccalauréat ès lettres». En 1836, il devint licencié en droit. Il se concentra sur l'histoire et étudia à la Sorbonne, suivant les cours de Michelet, Guizot et Saint-Marc Girardin. En 1839, il revint en Belgique et se consacra désormais à la recherche historique et aux publications.
Il devint membre du parlement (1861-1891) pour le district de Eeklo et fut pendant plusieurs années le porte-parole de son parti sur les questions d'éducation, les élections et la question flamande. Il fut ministre de l'Intérieur en 1870 dans le gouvernement d'Anethan, mais dut démissionner dès l'année suivante avec l'ensemble du gouvernement après que Pierre de Decker, un de ses prédécesseurs qu'il avait nommé gouverneur du Limbourg, eut été impliqué dans le scandale financier causé par la faillite du banquier Langrand-Dumonceau.
De 1863 à 1882, il assura la publication de 42 volumes comprenant des textes anciens, dont les écrits de Jean Froissart et de Georges Chastellain. À partir de 1871 il fut président de la Commission royale d'histoire et à ce titre il publia 16 volumes de la série « Chroniques inédites belges ».
En 1886 Joseph Kervyn devint président de la Société d'émulation de Bruges, dont il était depuis 1864 membre du conseil d'administration. Il succéda dans cette fonction au chanoine Joseph-Olivier Andries (nl), et eut comme successeur le comte Thierry de Limburg Stirum.

## Mandats et fonctions
- Membre de la Chambre des représentants de Belgique : 1861-1891
- Ministre de l'Intérieur : 1870-1871
- Président de la Commission royale d'histoire : 1871-1891
- Président de la Société d'émulation de Bruges : 1886-1891

## Œuvres
- Histoire de Flandre des origines (1700 av. J. C.) à 1792 de notre ère, 6 Volumes, Bruxelles, 1847-1850.  Ouvrage couronné par l'Académie.
- La Flandre durant la Guerre de Cent Ans, à l'époque des Artevelde.
- Études sur l'Histoire du XIIIme siècle, Mémoires de l'Académie, Bruxelles, 1854 (sur la querelle entre le pape Boniface VIII et Philippe le Bel et le rôle dans cette affaire de Gui de Dampierre et des Templiers).
- Froissart - Etude littéraire sur le XIVme siècle (2 tomes) (1857)
- Les Chroniques de Jean Froissart, 26 vol., (avec les variantes dans 137 manuscrits différents).
- Études sur les Chroniques de Froissart (couronnées par l'Académie française),
- Les Lettres et négociations de Philippe de Commines, 3 Vol., (1867),
- Œuvres complètes  (Georges Chastellain), 8 Vol., (1863-1866)
- Chroniques relatives à l'histoire de la Belgique sous la domination des ducs de Bourgogne (1870-1877),
- Poésies de Gilles Le Muisit (1882)
- La Flandre féodale depuis les origines jusqu'aux dernières croisades (1883)
- Marie Stuart : l'œuvre puritaine - le Procès - Le Supplice 1585-1587, 2 Vol. (1882-1889),
- Les relations de la Belgique et de l'Angleterre sous le règne de Philippe II, X Vol. (1882-1891).
- Les Huguenots et les Gueux. Étude historique sur vingt-cinq années du XVIe siècle, 1560-1585, 6 volumes, prix Thérouanne de l’Académie française en 1886,
- Histoire de Flandre - La Flandre sous les ducs de Bourgogne, premier volume : 1383-1453, second volume : 1453-1500, 1898 (cinquième édition), ouvrage couronné par l'Académie.

## Sources
- P. Henrard, « Notice sur la vie et les travaux du Baron Joseph-Bruno-Marie-Constantin Kervyn de Lettenhove » in : Annuaire de l'Académie royale de Belgique, Brussel, 1894.
- H. Rommel, « Notice sur la vie et les travaux du baron J.B.M. Kervyn de Lettenhove », in : Annales de la Société d'Émulation de Bruges, t. VIII, 1895, p. 61.
- H. Kervyn de Lettenhove, Le Baron Kervyn de Lettenhove, 1817-1891, notes et souvenirs réunis par un de ses enfants, Brugge, 1900, 2 volumes.
- La Commission royale d'histoire, 1834-1934. Livre jubilaire composé à l'occasion du centième anniversaire de sa fondation par les membres de la Commission, Bruxelles, 1934, p. 169-180.
- Nelly Thiry, « Joseph Kervyn de Lettenhove » in : Biographie nationale de Belgique, Tome XXIX, 1956, col. 734-739.
- J. Stengers, J.-L. De Paepe, M. Gruman e.a., Index des éligibles au Sénat (1831-1893), Bruxelles, 1975.
- Biographie nationale, XXIX.
- Encyclopedie van de Vlaamse Beweging, I, p. 784.